# Quinn Sullivan (gitarzysta)
Quinn Sullivan (ur. 26 marca 1999 w New Bedford) – amerykański gitarzysta i wokalista bluesowy i rockowy.
Naukę gry na gitarze rozpoczął w wieku trzech lat. Członek dziecięcej grupy Toe Jam Puppet Band. W wieku sześciu lat wystąpił w programie The Ellen DeGeneres Show. W 2008 zagrał podczas The Oprah Winfrey Show, w 2011 - Jimmy Kimmel Live!. 15 stycznia 2014 powrócił do The Ellen DeGeneres Show, podczas którego zaprezentował utwór „She Gets Me” z albumu Getting There.  
Podczas koncertu w rodzinnym mieście Bedford w 2007 poznał Buddy’ego Guya. Muzyk, zachwycony poziomem gry Sullivana, zaprosił go na scenę, gdzie zagrali 10-minutowy, spontaniczny występ. W 2008 Sullivan wykonał partię solową w utworze „Who's Gonna Fill Those Shoes”, który został umieszczony na wydanym w tym roku albumie Buddy’ego Guya, Skin Deep. Muzycy zagrali razem kilkadziesiąt koncertów, w tym w Madison Square Garden w kwietniu 2013 podczas festiwalu Crossroads Guitar Festival. Na jesieni 2014 wyruszyli wspólnie w trasę koncertową po Stanach Zjednoczonych.
W 2009 wydał pierwszy solowy singel „Summer of Love”. W 2011 za pośrednictwem CBG Records ukazał się debiutancki album studyjny Sullivana, Cyclone. Wydawnictwo uplasowało się na 7. miejscu listy przebojów Billboard Blues Chart. Drugi album studyjny, Getting There, został wydany przez duńską wytwórnię SuperStar Records w 2013.

## Dyskografia
Sporządzono na podstawie materiału źródłowego.
- Cyclone (2011)
- Getting There (2013)
- Midnight Highway (2017)